# Mannose
D-mannose is een natuurlijke enkelvoudige suiker. In de koolhydraatchemie wordt het geclassificeerd als een zes-suiker (aldohexose). Het is een epimeer van glucose. Mannose speelt een belangrijke rol in de stofwisseling van mensen, met name in de glycosylatie van bepaalde eiwitten. Het speelt daarnaast een rol in de afweer; in de interactie tussen ziekteverwekkers en receptoren van het immuunsysteem. Mannose wordt als voedingssupplement toegepast ter voorkoming van door E. coli veroorzaakte blaasontsteking.
D-mannose komt in relatief grote hoeveelheden voor in fruit zoals appels, sinaasappels en perziken en bepaalde bessen, zoals cranberry's en bosbessen. Het heeft een aangename smaak. Mannose is geen essentieel nutriënt. Het lichaam kan deze suikerverbinding onder normale omstandigheden aanmaken uit glucose.

## Stofwisseling
In tegenstelling tot andere suikers, wordt mannose niet gemakkelijk in glycogeen omgezet en in de lever opgeslagen. In plaats daarvan komt 90% van de geconsumeerde mannose binnen 30 tot 60 minuten onveranderd in de bloedsomloop terecht, waarna uitscheiding via de urine begint. Binnen de acht uur daarna komt nog eens 9% ervan in het bloed terecht. Consumptie van mannose heeft geen significante invloed op de bloedglucosespiegels.

## Biologische relevantie
Mannose is een belangrijke suiker in N-glycosylering, een proces waarbij eiwitten na hun vorming worden gemodificeerd. Het proces begint in het endoplasmatisch reticulum (ER), waar een suikercomplex (bestaande uit glucose, mannose en acetylglucosamine) wordt overgedragen naar nieuw-gesynthetiseerde eiwitten. De glucose- en mannosegroepen worden in het ER en golgi-apparaat verder gemodificeerd (door mannosidases). In menselijke cellen bevatten glycoproteïnen meestal drie mannose-eenheden, die later worden omgezet in andere suikers zoals acetylglucosamine (GlcNAc), galactose en siaalzuren.
Het aangeboren immuunsysteem van zoogdieren is erop ingesteld om mannosegroepen op het oppervlak van ziekteverwekkers (schimmels en virussen) te herkennen. Sommige virussen zoals het hiv-virus bevatten veel blootliggende mannoses, in een configuratie die nauwelijks voorkomt op dierlijke cellen. Deze mannosegroepen kunnen zo herkend worden door C-type lectinereceptoren en eiwitten van het complementsysteem. Ook antilichamen kunnen tegen deze suikergroepen worden gericht.

## Gebruik bij blaasontsteking
Eind jaren 80 van de twintigste eeuw werd ontdekt dat mannose tegen uropathogene E. coli-bacteriën kon werden ingezet. Vrijwel alle geconsumeerde mannose komt onveranderd in de urine terecht. Bij inname van een aantal gram mannose, bijvoorbeeld door gebruik van een mannosebevattend voedingssupplement, zijn in de urine dan ook grote hoeveelheden mannose aanwezig. Daardoor zijn de meeste adhesines al bezet door (exogeen) mannose, en kan de E. coli-bacterie zich niet meer goed hechten aan het epitheel van de urinewegen. Daarna wordt de bacterie niet gedood maar via de urine afgevoerd.

Onderzoek naar de werkzaamheid tegen blaasontsteking is bij vrouwen uitgevoerd. Onbekend is of door wetenschappelijk onderzoek zou zijn aangetoond of het middel bij mannen ook resultaat zou bieden. Volgens een systematische review uit 2020 kan het gebruik van mannose bij vrouwen effectief zijn om urineweginfecties te voorkomen, maar een brede meta-analyse uit 2022 stelde dat er nog onvoldoende gecontroleerde studies zijn om dit te onderbouwen.